# 日光観光ホテル
日光観光ホテル（にっこうかんこうホテル）は、栃木県日光市の中禅寺湖畔に栃木県が建設し日光金谷ホテルが受託経営したホテルである。現在の中禅寺金谷ホテルの前身に当たる。

## 歴史
栃木県は、外国人を受け入れるホテルという国の施策に沿って、日光観光ホテルを建設した。
建設資金は、大蔵省預金部の資金を地方公共団体が借り入れてホテルを建設する制度を利用している。ホテル経営は民間事業者に委任する。以前から観光ホテルの構想をもっていた栃木県は、この制度を利用して中禅寺湖畔にホテルの建設をすることを1936年（昭和11年）に決定し、1937年（昭和12年）10月1日に栃木県と金谷ホテルは観光ホテルの建設と経営に関する契約を締結した。金谷ホテルは1962年（昭和37年）までに大蔵省からの借入金25万円を完済するものであった。この契約により1940年（昭和15年）7月16日に竣工したのが日光観光ホテルである。総工費は31万円、設計施工は清水組（現・清水建設）であった。
日光観光ホテルは竣工2日後の1940年7月18日から営業を開始し、1943年（昭和18年）まで営業したが、1941年12月に太平洋戦争が始まるなどしたため経営は苦しくなり、1943年に金谷ホテルは県に1962年（昭和37年）までであった償還期限の延長を求めた。1945年（昭和20年）4月、大日本帝国海軍の研究班に借り上げられ、一般営業を停止した。
1946年（昭和21年）5月にGHQにより接収され、軍人休養施設とされた。1947年（昭和22年）には調達命令を受け、日光観光ホテル隣接の湖畔にボートハウス（中禅寺湖畔ボートハウスとして現存し一般公開している）を建設。
1949年（昭和24年）4月に失火によりホテルは焼失した。火災の原因は、後継の中禅寺金谷ホテルは「アイロンの消し忘れ」としているが、『日光市史』では米兵の過失とするなど、はっきりしない。翌年金谷ホテルによって規模縮小の上で再建された。
1952年（昭和27年）、金谷ホテルは接収解除されたが、日光観光ホテルは駐留軍のレクリエーションのために必要とされたため、1957年（昭和32年）まで軍轄下に置かれた。
1965年（昭和40年）、中禅寺金谷ホテルに改称し、名実ともに金谷ホテルとなった。
※中禅寺金谷ホテルに改称後の出来事は、金谷ホテルの歴史を参照のこと。

## 施設
1940年の竣工時は、敷地23.158坪で中禅寺湖畔の御料林を借用した。建物は、近代式日本風建築（木造地上3階、地下1階）で総坪数は870。内訳は1階が397坪、2階が309坪、3階が141坪であった。客室は39室（バス付洋室10室、バス無し洋室12室、日本室17室）で、収容人員76名であった。国際観光ホテルとしては小ぶりであった。ホテル敷地となった橅や楢の木を伐採した木材の払い下げを受け、それらを使用した重厚な作りとなった。
焼失後に建てられた2代目の建物は、建築面積448.34坪で、木造の地上2階地下1階建てであった。初代と同様、清水建設が設計施工し、総工費は2600万円であった。客室数は23室（全室シャワー付き）、収容人員46名と規模が縮小された。初代と異なり、内外装ともに洋風を採用した。